# Pazifikpieper
Der Pazifikpieper (Anthus rubescens), auch Pazifische Wasserpieper oder Pazifik-Wasserpieper genannt, ist ein kleiner Singvogel aus der Familie der Stelzen und Pieper. Er lebt in Nordamerika, eine asiatische Unterart, Anthus rubescens japonicus lebt in Japan, China, Korea und Ostsibirien. Die Art wird erst seit einigen Jahren als eigene Art anerkannt, sie wurde früher zusammen mit zwei anderen Arten als Unterart des Wasserpiepers betrachtet.

## Merkmale
Die Pazifikpiepern werden 15–16 cm lang. Die Vögel sind oberseits graubraun, Schnabel und Beine sind dunkel. Die äußeren Steuerfedern sind weiß. Im Prachtkleid ist die gesamte Unterseite warm beige, die Brust ist oft leicht dunkel gestrichelt. Im Schlichtkleid sind Brust und Flanken deutlich diffus gestrichelt, der Bauch ist weißlich. A. r. japonicus ist oberseits dunkler und grauer, die Beine sind rotbraun. 

## Verbreitung und Lebensraum

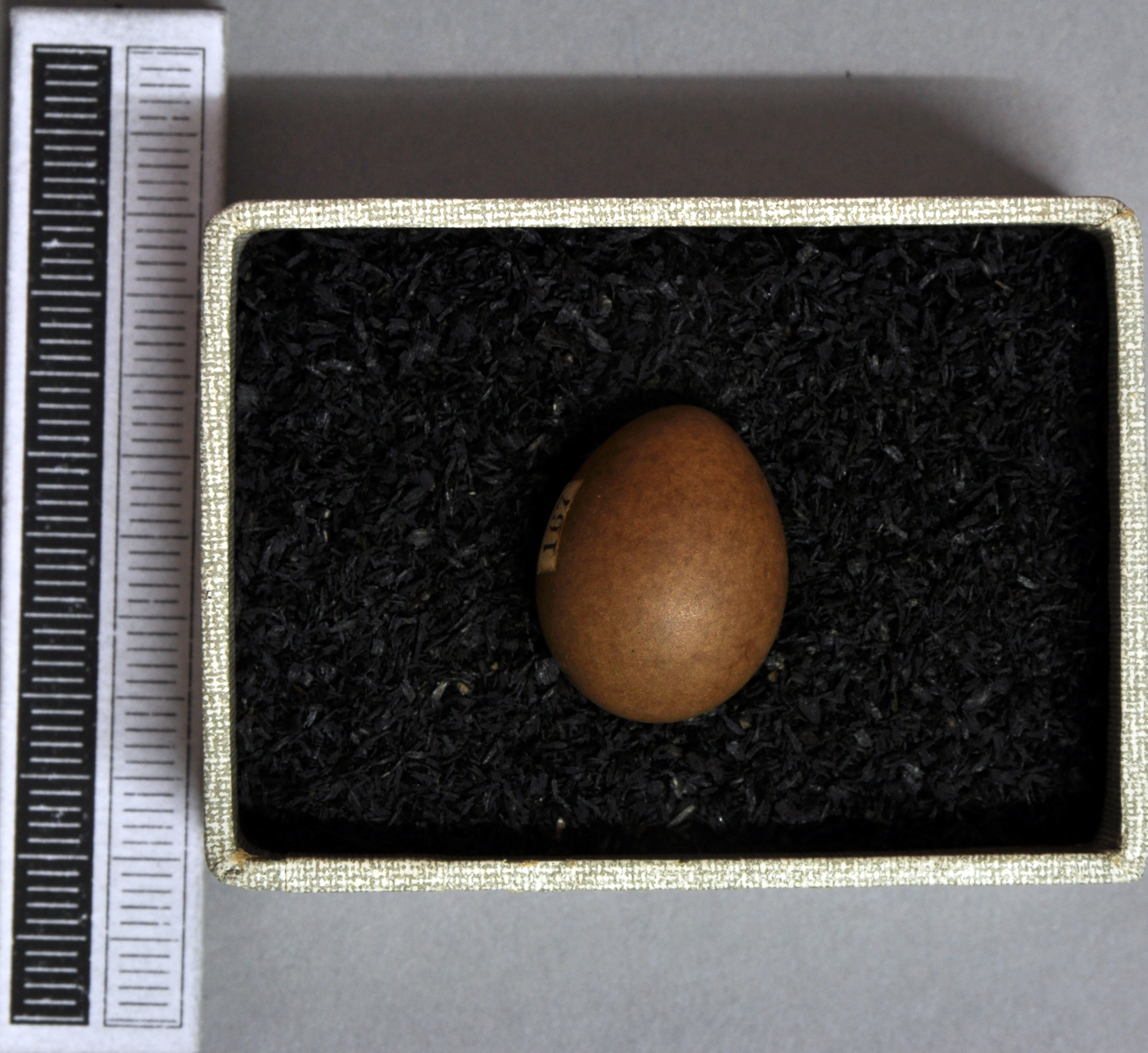
Ei, Sammlung Museum Wiesbaden

Er lebt in Nordamerika, im Sommer in Grönland, auf der Baffininsel, Alaska, in Kanada in British Columbia, in den Nordwest-Territorien, entlang der Küste der Hudsonbay, auf Neufundland und im Norden der Labrador-Halbinsel. In den Vereinigten Staaten kommt er entlang der Rocky Mountains vor. Pazifikpiepern brüten in der arktischen Tundra, die weiter südlich lebenden Populationen hoch in den Bergen.

## Wanderungen
Der Zugvogel verbringt den Winter im Süden der USA, auf den Bahamas, in Mexiko und Mittelamerika. Im Winter halten sie sich in der Nähe von Gewässern und auf Feldern auf. Die Art wurde mehrfach in Westeuropa nachgewiesen, ist hier jedoch eine extrem seltene Ausnahmeerscheinung.